# Gammesfeld
Gammesfeld ist ein auf dem Hochplateau der Hohenloher Ebene gelegener Ortsteil der baden-württembergischen Gemeinde Blaufelden.

## Geschichte
Im Grenzvertrag zwischen Bayern und Württemberg 1810 kam Gammesfeld zum Königreich Württemberg. Gammesfeld war über längere Zeit eine selbstständige Gemeinde, zu der die Ortschaften Ehringshausen, Heufelwinden und Metzholz gehören. Im Rahmen der baden-württembergischen Kommunalreform wurde die Gemeinde Gammesfeld am 1. Januar 1973 nach Blaufelden eingemeindet. Mit den genannten Wohnplätzen hat Gammesfeld rund 500 Einwohner.

## Wappen
Das Wappen von Gammesfeld geht zurück auf den Metzholzer Ortsadel und zeigt eine silberne Schaufel/Pflugschar. Sie steht für die Landwirtschaft, die auch heute in Gammesfeld noch die hauptsächliche Einnahmequelle bildet.

## Sehenswürdigkeiten
Das Wasserschloss im Norden von Gammesfeld ging um 1100 vom Ortsadel an die Herren von Bebenburg über und wurde später zum Amtssitz der Rothenburger Vögte. Weitere Sehenswürdigkeit sind die Hügelgräber im Bauernwald bei Ehringshausen.
Überregionale Bekanntheit erlangte der Ort durch den Dokumentarfilm Schotter wie Heu, in dem mit der Raiffeisenbank Gammesfeld eine der kleinsten Banken Deutschlands porträtiert wurde.